# Diseases Database
Diseases Database (або DiseasesDB; укр. База Даних Захворювань) — перелік-класифікатор, що містить коротку інформацію про захворювання у вигляді перехресних посилань за такими категоріями, як хвороби людини, симптоми, синдроми і їхні причиново-наслідкові зв'язки, медикаменти (показання та протипоказання; тільки міжнародні непатентовані назви), генетичні, гематологічні та біохімічні зміни. Це вебсайт з вільним доступом, що впроваджує інформацію про зв'язки між захворюваннями та патологічними станами, їхніми симптомами і їхнім лікуванням. Мова: англійська.